# Kristiina Ojuland
Kristiina Ojuland (Kohtla-Järve, 17 december 1966) is een Estisch onafhankelijk politica. Ze was tussen 14 juli 2009 en 30 juni 2014 lid van het Europees Parlement, waar ze deel uitmaakte van de liberale fractie.

## Biografie
Ojuland studeerde rechtsgeleerdheid aan de Universiteit van Tartu, waar ze in 1990 afstudeerde. In 2010 behaalde ze haar masterdiploma in Politicologie. Na enkele jaren gewerkt te hebben op het Estse ministerie van Justitie en het ministerie van Buitenlandse Zaken werd Ojuland in 1993 permanent vertegenwoordiger van Estland bij de Raad van Europa. In 1994 werd ze voor de Estse Hervormingspartij verkozen tot lid van de Riigikogu, waarin ze tot 2009 zitting had. Deze periode werd onderbroken tussen 2002 en 2005 toen ze minister van Buitenlandse Zaken was in de regering van Juhan Parts. Op 14 juli 2009 werd Ojuland verkozen tot lid van het Europees Parlement voor de Estse Hervormingspartij (ALDE). Op 23 oktober 2013 ging ze als onafhankelijk lid verder.
In 2013 kwam Ojuland in opspraak na beschuldigingen over stembusfraude bij verkiezingen binnen de Hervormingspartij. Ze zou een ander partijlid hebben overgehaald elektronische stemmen uit te brengen namens veertig oudere partijleden. Deze leden gaven later aan nooit te hebben gestemd. Ze zou het partijlid bovendien geld hebben aangeboden om de schuld op zich te nemen. Ojuland heeft de beschuldigingen ontkend maar werd toch uit de partij gezet. Ze bleef als onafhankelijk parlementariër lid van het Europees Parlement en was tot het einde van haar mandaat op 30 juni 2014 lid van het bureau van ALDE.

## Onderscheidingen
- Orde van het Rijkswapen, Vijfde klasse (Estland, 2001)
- Grootkruis in de Orde van de Infant Dom Henrique (Portugal, 2003)
- Grootofficier in de Orde van Verdienste van de Republiek Italië (Italië, 2004)
- Commandeur in de Orde van Groothertog Gediminas (Litouwen, 2004)
- Gouden Ereteken van Verdienste voor de Republiek Oostenrijk (Oostenrijk, 2007)